# Parlamentswahl in Namibia 1999
Die Parlamentswahl in Namibia 1999 wurden am 30. November und 1. Dezember 1999 durchgeführt und fanden zeitgleich mit der Präsidentschaftswahl statt. Bei der Parlamentswahl standen acht Parteien zur Wahl, wobei den 861.848 stimmberechtigten Personen die Möglichkeit gegeben wurde zu wählen.
Die Wahlen wurden von Beobachtern als frei und fair eingestuft.

## Wahlergebnisse
- COD: 7
- SWAPO: 55
- UDF: 2
- Ernannte: 6
- DTA: 7
- MAG: 1

| Partei                                    | Stimmen | Stimmenanteile | Veränderung zu 1994 | Sitze | Veränderung zu 1994 |
| ----------------------------------------- | ------- | -------------- | ------------------- | ----- | ------------------- |
| SWAPO                                     | 408.174 | 76,15 %        | +2,26 % ▲           | 55    | +2 ▲                |
| Congress of Democrats (COD)               | 53.289  | 9,94 %         | neu                 | 7     | neu                 |
| DTA of Namibia (DTA)                      | 50.824  | 9,48 %         | −11,3 % ▼           | 7     | −8 ▼                |
| United Democratic Front (UDF)             | 15.685  | 2,93 %         | +0,21 % ▲           | 2     | ±0                  |
| Monitor Action Group (MAG)                | 3.618   | 0,67 %         | −0,15 % ▼           | 1     | ±0                  |
| SWANU & Workers Revolutionary Party (WRP) | 1.885   | 0,35 %         | −0,18 % ▼           | -     | ±0                  |
| Democratic Coalition of Namibia (DCN)     | 1.797   | 0,34 %         | −0,49 % ▼           | -     | −1 ▼                |
| Federal Convention of Namibia (FCN)       | 764     | 0,14 %         | −0,10 % ▼           | -     | ±0                  |
| durch Präsidenten ernannt                 |         |                |                     | 6     |                     |
| Insgesamt (Wahlbeteiligung 62,8 %) ▼      |         | 100 %          |                     | 78    |                     |